# Franz Heep
Adolf Franz Heep (Fachbach, 24 de julio de 1902 - París, 4 de marzo de 1978) fue un arquitecto alemán. Trabajó en São Paulo entre las décadas de 1950 y 1960.
Durante su estancia en Brasil, Heep proyectó numerosos edificios, algunos de los cuales se convirtieron en referencias de la arquitectura brasileña, como el Edificio Italia. 

## Biografía
Estudió arquitectura en la Escuela de Artes y Oficios de Frankfurt, que al igual que la Bauhaus fue una escuela que llevó a cabo profundas reformas en la enseñanza del arte y la arquitectura, haciendo hincapié en la esencia del diseño pero sin renunciar a la creatividad.  En la escuela de Frankfurt, Heep fue alumno de Walter Gropius y Adolf Meyer, con quien más tarde trabajó en el Ayuntamiento de Frankfurt entre 1924 y 1928. Durante este periodo, la construcción de los barrios de Höhenblick y Römerstadt utilizó métodos de construcción industrializados, con el uso de muros de paneles prefabricados y marcos de ventanas estandarizados. En 1928, Heep se trasladó a París, donde trabajó con Le Corbusier durante cuatro años. Todavía en París, Heep desarrolló algunos edificios residenciales verticales para las clases medias en colaboración con Jean Ginsberg. Después de la Segunda Guerra Mundial, Franz Heep llegó a São Paulo, donde trabajó para consolidar y racionalizar un modelo vertical de vivienda, produciendo dos docenas de edificios residenciales. 
En las décadas de 1950 y 1960, Heep fue profesor de diseño en la Facultad de Arquitectura y Urbanismo de la Universidad Presbiteriana Mackenzie y, posteriormente, trabajó como miembro del Consejo de Arquitectura de las Naciones Unidas (ONU) para los países latinoamericanos.